# IV Большой Медведицы
IV Большой Медведицы (лат. IV Ursae Majoris), HD 125074 — двойная вращающаяся эллипсоидальная переменная звезда (ELL:) в созвездии Большой Медведицы на расстоянии приблизительно 1239 световых лет (около 380 парсеков) от Солнца. Видимая звёздная величина звезды — от +9,06m до +9m.

## Характеристики
Первый компонент — жёлтая звезда спектрального класса G0. Эффективная температура — около 6694 К.